# Cicindela maroccana
La cicindela marroquí (Cicindela maroccana) es un coleóptero adéfago de la familia Carabidae, subfamilia Cicindelinae. Muy similar a Cicindela campestris, de la que se diferencia por las manchas cobrizas de la base del pronoto.
En su diseño general la cabeza, tórax y élitros aparecen más o menos teñidos de púrpura. Tiene una longitud de 12 a 15 milímetros. De tonos verdes y púrpura, los élitros aparecen adornados con pequeñas manchas de tamaño variable, blancas y marginales en forma redondeada o de coma y dos puntos también blancos en la zona centrodistal; a veces aparecen también puntos oscuros en la zona  centroproximal de los élitros. Especie diurna heliófila —más activas en las horas de mayor insolación—, posee patas especialmente alargadas, adaptadas para la carrera. Captura sus presas —arañas, saltamontes, hormigas, mariposas y orugas— persiguiéndolas con cortos vuelos y largas carreras.
Como Cicindela campestris es frecuente encontrarla en los caminos de bosques, en los linderos y en las superficies arenosas, en especial en las zonas más cálidas.
Las larvas también son depredadoras, excavan pequeñas galerías verticales en el suelo arenoso donde acechan con sus fuertes mandíbulas asomando fuera. Al paso de arañas, ácaros, hormigas y otros pequeños insectos las capturan y las introducen en la galería donde son devoradas.
Su área de distribución abarca Francia, Italia, la península ibérica y norte de África. Su estado de conservación no reviste preocupación y no se encuentra incluida en la Lista roja de la UICN ni en el Atlas y libro rojo de los invertebrados amenazados de España.

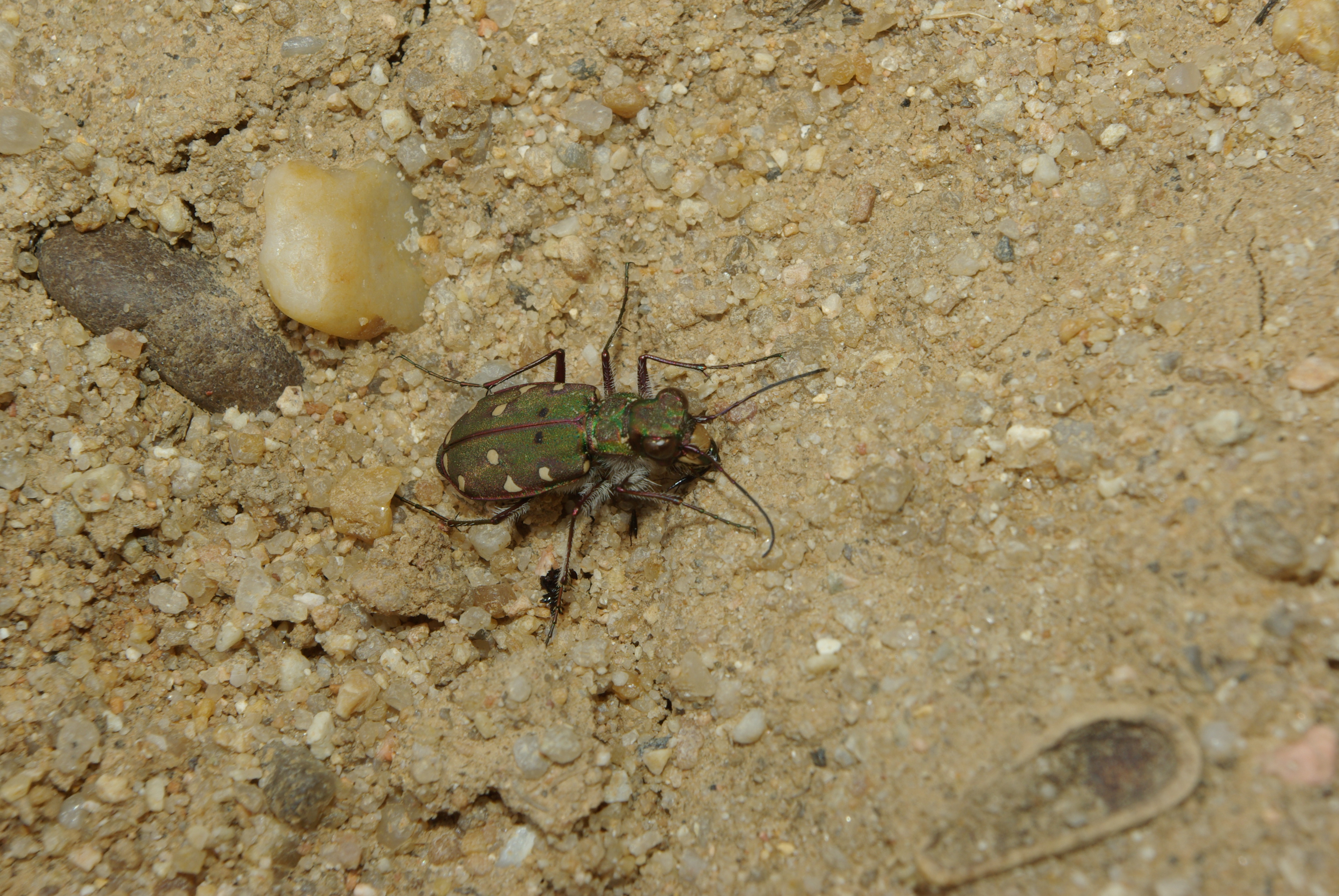
Sus largas patas la hacen una excelente corredora, su patrón de color es variable.